# アームストロング・オズマ
アームストロング・オズマは、梶原一騎原作・川崎のぼる作画の野球漫画・アニメ『巨人の星』に登場する架空の人物。左投左打。外野手。
アニメ版での声優は小林清志、小宮山清（少年時代）。

## 概歴
元アメリカ大リーグ・セントルイス・カージナルス選手。ユニフォームの背番号の上の表記は「OZUMA」。中日時代の背番号は「130」（カージナルス時代は「13」）左投げ左打ち、右翼手（カージナルスでは中堅手）。アフリカ系（黒人）。星飛雄馬と自分を「野球ロボット」と呼び、同族嫌悪にも似たライバル心を抱く。
原作とアニメでは、飛雄馬と出会うまでの経緯が大幅に異なる。
原作ではオズマの境遇は後述の日米野球大会のテレビ中継の解説者により、自分が以前メジャーリーグを取材した際、隣り合わせたアフリカ系の老人から聞いた話として語られる。併せて解説者は、その老人はオズマの父親だったのかもしれないと述懐する。同じく原作では、カージナルスのシェーンディーンスト監督により、オズマは2歳のときから15年間にわたってカージナルスのスタッフから野球英才教育を受けてきたことが語られているが、両親や故郷の仲間たちは登場せず、カージナルスに入った経緯もはっきりとは描かれなかった。
アニメ版では、幼い頃にスーパーでパン（バゲット）を盗み、逃げるために塀を飛び越えたりしたが、そのときの身体能力の高さがカージナルスのスタッフの目にとまり、オズマの自宅を割り出したカージナルスのスタッフは両親に交渉。大金を積まれた父親は、酒代欲しさに契約書にサインしてしまう。半ば強制的に連れていかれ、その後カージナルスで野球の英才教育を施される。飛雄馬と自己を重ねあわせるのは、境遇が似ているせい。しかし、アナクロニズム（時代遅れ、復古主義）の極みともいえる特訓を受けた飛雄馬に対して、オズマは（当時の）最新スポーツ科学に則ったトレーニングの積み重ねでメジャーリーガーとなっており、プロ野球選手になった過程は正反対といえる。トレーニングの最終段階でに父親が危篤に陥ったことを母が知らせ、一時はトレーニング中断を監督に要請するが拒否される。その後、トレーニングの最中に父親が亡くなったことを知らされる。亡くなった父親をやむなく見捨てたかたちとなったことで人間の心を捨て去り、完全なる野球ロボットとなる。

## 飛雄馬との初対決
飛雄馬との初対決は1968年の日本シリーズ後に来日したカージナルスとの日米野球大会にて。代打として登場したオズマは、打席でバットを手放して落とし大リーグボールをただのボール球にする、というトリッキーな方法で大リーグボール1号を一度は破っている。このオズマ考案のバット落とし戦法で同魔球を封じられた飛雄馬はその後連打を浴びて3点を失うが、伴を捕手に起用させた上で続投、落下するバットにボールを命中させることに成功する。これを受けてオズマはその次の打席ではバットを飛雄馬めがけて投げつけることにより、魔球をバットに命中させられるのを防ぎ、仮に命中させられても投球後の守備を妨害する二段構えの策に出るが、結果的に内野フライに終わった。

## 2度目の来日後
オズマがこの魔球を完全に打破することになるのは、星一徹の熱望による招聘で1年契約で中日に入団、一徹考案の大リーグボールを打倒するため「大リーグボール打倒ギブス」を着けて特訓ののち「見えないスイング」を完成させてからである。この過程で当初は蔑みすら感じていた一徹を「ボス」と呼び、返事は「イエッサー」と最高の返答をするなどして慕い、飛雄馬にも同族嫌悪を超えて一種の友情を抱くなど、登場時よりも少し人間的な感情を見せるようになった。
この後、自ら2軍に落ちた飛雄馬に対して、川上監督はバットの軌道の予測を途中で断ち切ることで大リーグボールを内角高めの速球と化して空振りを取る策を飛雄馬に命令したが、オズマが大リーグボール打倒ギブスの特訓を強化することによって2か月後には打たれる戦法であると予測、近道をとることができない飛雄馬は拒否し、あらためて2軍に落とされた。
2号（消える魔球）の登場直前、明子が中日の練習場へ一徹を訪ねて親子喧嘩はやめてと訴えにいくが、口を滑らせた明子の言葉から、大リーグボール2号の形態を推測されてしまう。オズマが「消える魔球は投球後バウンドさせて砂煙を発生させ、消えたように見せかける」と分析するが、一徹に「お前の理論は、せいぜい野球を知らない明子あたりを驚かせるだけの幼稚園並みの推測だ」と言われ激怒する。さらに「わしが精魂込めて鍛え上げた飛雄馬が、そんなチャチな魔球を作るか！」と罵倒される。そして2号登場後、自分の理論とはかけ離れた魔球の出現で、オズマはスランプに陥り、攻略は果たせぬまま中日とカージナルスの契約上の都合により、このシーズン限りで帰米する。なお、伴の移籍後、飛雄馬は打倒される直前の大リーグボール2号でサンフランシスコ・ジャイアンツと対戦するが、カージナルスの選手であるオズマは登場せず、SFジャイアンツの選手たちも「消える魔球」について「予備知識ゼロ」である様子を表している。
オズマが一徹を「ボス」と呼んでいたのに対し、水原監督をどう呼んでいたか原作では不明だが、アニメ版第139話「花形・左門の執念」で1970年新春、帰国後のオズマから中日事務所に届いた国際便で「監督さん」と呼んでいる。この文面はすべてカタカナの日本語だった。
中日入団直後、星一徹はオズマの慢心を戒めるために3人の中日投手（板東英二、星野仙一、山中巽）と対決させて討ち取らせた。

## 帰国後（アニメのみ）
その後の消息は原作では描かれなかったが、アニメ版第171話「かえってきたオズマ」および172話「オズマの死」では以下のような悲劇的な最期が描かれた。
帰国後カージナルズに復帰したオズマはメジャーリーグでいきなり三冠王を達成するほどの大活躍をするが、アメリカはベトナム戦争の時期にあり、オズマにも三冠王のパーティー時に兵役カード（召集令状）が届いた。黒人街に住む幼なじみのジェニーと男友達は戦争に行くなと止めるが、「俺はアメリカ人だ。アメリカ人に与えられた義務は果たさなくてはならない」と聞き入れず従軍（ここでジェニーはオズマに対して「黒人街の人々は、黒人の魂を売ってしまったあなたを許してはいない」と反論する）。
戦地では常人離れの戦果を挙げるが、仲間をかばい、砲弾の破片が背中に刺さり、名誉の負傷をする。負傷兵として勲章を授与され、帰還を許されたオズマは日本の横田基地を経由して帰国することとなり、その中途で飛雄馬と再会して喜びをともにする（ここで飛雄馬に前述の活躍を話す回想シーン）。その後、無人のグラウンドでオズマの心残りであった大リーグボールとの対決（すでに3号の時代になっていた）をついに果たす。2球目で「3号は1号の応用である」と誤解、「ならば『見えないスイング』が通用するはず」と第3球を捉えようとした際に突然傷が痛み出す（一応バットは球に当たった。なお、痛むのは背中のはずだが右肩付近の部位を押さえてうずくまっていた）。飛雄馬とは再勝負を約束し、再び無念の気持ちを抱いて帰国の途についた。
帰国したオズマは英雄ともてはやされるが、そんな時期は長くは続かなかった。彼の背中に刺さった砲弾の破片は野戦病院の治療では除去しきれずに背骨にまで達しており、脊髄損傷状態のまま球界に復帰したのである。戦場と球界のダブルヒーローとなるため、背中の激痛に耐えながらオズマは成績を上げる。しかしパイレーツとの試合中、オズマのスイング姿勢が激痛で背中を向けたまま硬直状態になり、そこに投球が当たって、破片は背骨に食い込んでしまう。医師から「摘出手術を行うと神経が切れるので手術は不可能」「絶対安静にするしかないが、すでに右脚の自由がきかなくなりつつある状態」と宣告された監督は、球団に報告。退院して喜ぶオズマに解雇通知が送られる。再起不能の事実を知らない（ジェニーも母親も黙っていた）オズマは解雇に納得いかず監督のもとに押しかけ、そこで事実を聞かされる。そして乗っている車椅子も球団が再起を期待して買ってくれたものと思っていたが、実は監督のポケットマネーだったと知り、全てを失ったことを悟る。その直後から容体が急変し、生まれ育った黒人街に戻ったとき危篤状態に陥り、ジェニーと母親に看取られビルの照明やネオン輝く白人街の夜景を見つめながらライバル飛雄馬の栄光を願いつつ、国から貰った勲章を握りしめ「あのきれいな光の中で、俺の得た物は結局これだけ…。今まで得たものは、結局これだけだったんだ!!」と息も絶え絶えに叫んで絶命。非業の死を遂げた。
その悲報は国際郵便の手紙によって飛雄馬の自宅マンションにも送られ、オズマがかつて使用した「大リーグボール打倒ギブス」も一徹に返すようにと手紙に同梱されていた。このとき手紙には飛雄馬のことを「世界でただ1人の親友」と綴っている。
このアニメ版での結末は、後年似た事例が「ベトナム帰還兵問題」と称されマスコミに取り上げられている。

## その他
- 背番号はカージナルス在籍時の背番号は13。中日在籍時は130（現実の中日では、100番台は1990年代以降打撃投手・ブルペン捕手などのチームスタッフの背番号として使われている）。
- 2010年NTT番号情報株式会社が運営するiタウンページのプロモーションキャラクターとしてオズマなど『巨人の星』登場キャラクターを使用。